# Deomys ferrugineus
Deomys ferrugineus — монотиповий вид роду Deomys родини мишеві.

## Опис
Голова й тіло довжиною 120—144 мм, хвіст 150—215 мм, вага 40—70 гр. Верх блідо-червоний чи червонувато-брунатний. Є чорна смуга по середині спини. Деякі волоски мають білу основу й червонуваті кінчики. Деякі волоски вздовж середини спини повністю чорні. Обличчя й боки голови блідіші ніж спина, за винятком слабко помітного чорного кільця навколо очей. Низ та внутрішні частини рук і ніг білі. Хвіст тонкий вкритий грубим волоссям, він шиферно-сірий зверху й  білий знизу, але в деяких особин прикінцеві 25—75 мм повністю білі. Вуха довгі заокруглені. Задні ступні вузькі. Верхні різці оранжеві, нижні різці жовті. Самиці мають 4 молочні залози. Зубна формула: 1/1, 0/0, 0/0, 3/3 = 16.

## Поширення
країни поширення: Камерун, Центральноафриканська Республіка, Конго, Демократична Республіка Конго,  Екваторіальна Гвінея, Габон, Руанда, Уганда. Висота проживання: від рівня моря до 1600 м над рівнем моря. Живе в болотистій низовині і річковому середовищі, живиться біля потоків у низині й гірських тропічних лісах. 

## Звички
Поживою є комахи та інших безхребетні, а іноді рослинна речовина. Головні соціальні одиниці це пара самиця й самець і самиця з молоддю. Можуть давати потомство протягом року. народжується від 1 до трьох, зазвичай 2 дитинча.

## Загрози та охорона
Немає серйозних загроз для цього виду. Ареал виду включає в себе кілька охоронних територій.